# Aleksej Denisenko
Aleksej Alekseevič Denisenko (in russo Алексей Алексеевич Денисенко?; Batajsk, 30 agosto 1993) è un taekwondoka russo.

## Palmarès
- Giochi olimpici

Londra 2012: bronzo nei 58 kg.
Rio de Janeiro 2016: argento nei 68 kg.
- Mondiali

Čeljabinsk 2015: argento nei 68 kg.
Manchester 2019: bronzo nei 68 kg.
- Europei

Baku 2014: argento nei 68 kg.
- Giochi europei

Baku 2015: bronzo nei 68 kg.